# Úrsula Iguarán
Úrsula Iguarán es un personaje de ficción de la novela Cien años de soledad del escritor colombiano Gabriel García Márquez, ganador del premio Nobel de Literatura.
Es prima de todos los Buendía y esposa de uno de ellos, José Arcadio Buendía. Su matrimonio sin relaciones está atravesado por el temor al presagio que a causa de su parentesco pudieran tener un hijo con cola de puerco. Es también madre de José Arcadio Buendía (hijo), Aureliano Buendía y Amaranta Buendía y es madre adoptiva de Rebeca Buendía, que llegó un día de parte de unos amigos de supuestos familiares de ella.
Representa a la mujer fuerte que saca adelante a su familia. Muere a una edad muy avanzada (entre los ciento quince y los ciento veintidós años) y completamente ciega.